# Kedigora
Kedigora (en georgiano: ქედიგორა) o Ualbil (en osetio: Уæлбыл) es un pueblo que pertenece a la parcialmente reconocida República de Osetia del Sur, parte del distrito de Leningor, aunque de iure pertenece al municipio de Ajalgori de la región de Mtsjeta-Mtianeti de Georgia.

## Geografía
Kedigora se encuentra en las estribaciones de los valles de Meyudi y Lejuri, a 75 km de Ajalgori. La aldea se administra desde el pueblo de Tsinagari.  

## Historia
Durante su época como parte del Imperio ruso, la aldea formaba parte de la comunidad rural de Mejvrisjevi , en el uyezd de Gori de la gobernación de Tiflis.
Durante la duración del conflicto georgiano-osetio y también tras la victoria rusa en la guerra ruso-georgiana de 2008, con la que las de facto autoridades de Osetia del Sur establecieron el control sobre el municipio de Ajalgori, Kedigora formaba parte del territorio controlado por las autoridades de la República de Osetia del Sur. 

## Demografía
La evolución demográfica de Kedigora entre 1908 y 2015 fue la siguiente:
| 45                                                       | 45 | 123 | 369 | 116 |
| (Fuente: Population of South Ossetia since Soviet times) |    |     |     |     |

Según el censo soviético de 1959, la mayoría de la población local eran osetios.

## Infraestructura

### Arquitectura, monumentos y lugares de interés
Entre los monumentos arquitectónicos destacan las iglesias de San Jorge en Kedigora y Kviratsjoveli.